# Astyanax jordani
Astyanax jordani är en fiskart som först beskrevs av Hubbs och Innes, 1936.  Astyanax jordani ingår i släktet Astyanax och familjen Characidae. Inga underarter finns listade.

## Bildgalleri

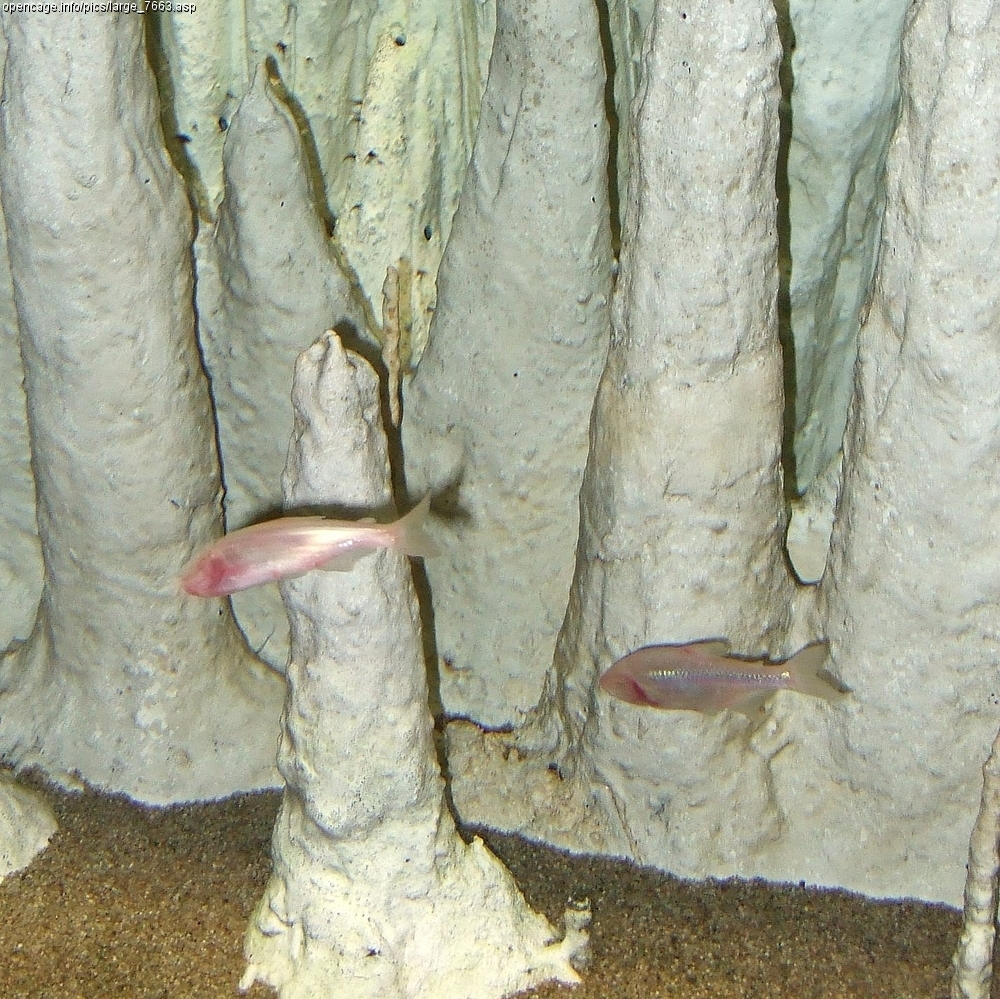